# 남술라웨시나무다람쥐
남술라웨시나무다람쥐(Prosciurillus abstrusus)는 다람쥐과에 속하는 설치류의 일종이다. 인도네시아 술라웨시섬의 토착종으로 술라웨시 남동부의 메콩아 산맥에서 발견된다. 자연 서식지는 아열대 또는 열대 기후 지역의 건조림이다. 서식지 감소로 위협을 받고 있다.